# Condition aux limites de Robin
En mathématique, une condition aux limites de Robin (ou de troisième type) est un type de condition aux limites portant le nom du mathématicien français Victor Gustave Robin (1855-1897), qui a travaillé dans le domaine de la thermodynamique. Elle est également appelée condition aux limites de Fourier. Imposée à une équation différentielle ordinaire ou à une équation aux dérivées partielles, il s'agit d'une relation linéaire entre les valeurs de la fonction et les valeurs de la dérivée de la fonction sur le bord du domaine.
Une condition aux limites de Robin est une combinaison pondérée d'une condition aux limites de Dirichlet et d'une condition aux limites de Neumann. Ceci contraste avec la condition aux limites mêlée, constituée de conditions aux limites de types différents imposées chacune sur une partie du bord du domaine. La condition aux limites de Robin est aussi appelée condition d'impédance, en raison de son rôle dans les problèmes d'électromagnétisme.
Si O est un domaine dans lequel une équation doit être résolue, et si {\displaystyle \partial O} désigne le bord du domaine, la condition aux limites de Robin est de la forme :
{\displaystyle au+b{\frac {\partial u}{\partial n}}=g\qquad {\text{sur }}\partial O\,}
où a, b et g sont des fonctions définies sur {\displaystyle \partial O}. Ici, u est la solution définie dans {\displaystyle O} que l'on cherche à déterminer et {\displaystyle {\frac {\partial u}{\partial n}}} désigne la dérivée par rapport à la normale extérieure sur le bord.
En dimension un, si, par exemple, O = [0, 1], la condition aux limites de Robin s'écrit :
{\displaystyle au(0)-bu'(0)=g(0)\,}
{\displaystyle au(1)+bu'(1)=g(1).\,}
Remarquons que le signe devant le terme dérivé change selon la partie du bord considérée : la raison est que le vecteur normal à [0, 1] au point 0 pointe vers la direction négative (gauche), tandis qu'en 1 ce vecteur pointe vers les positifs.
La condition aux limites de Robin est souvent utilisée dans la résolution des problèmes de Sturm-Liouville.